# Bohdan Kasper
Bohdan Kasper (6. července 1891 Staré Sedlo – 1. října 1941 Praha–Ruzyně) byl československého legionář, prvorepublikový důstojník generálního štábu, člen odbojové organizace Obrana národa, podplukovník (in memoriam plukovník) československé armády.

## Život

### Mládí a studium
Bohdan Kasper se narodil 6. července 1891 ve Starém Sedle. Vystudoval gymnázium v Českých Budějovicích. Poté, co v Praze absolvoval učitelský kurz, odešel vykonávat kantorské povolání do píseckého okresu. Do roku 1914 učil. Dne 26. září 1912 nastoupil vojenskou základní službu v rakousko-uherské armádě. 

### První světová válka
Po vypuknutí první světové války narukoval jako jednoroční dobrovolník k zeměbraneckému polnímu pluku číslo 28 a v červenci 1914 byl odvelen na srbskou fontu. Za první světové války prošel boji na srbské, ruské a italské frontě. Tady, na italské frontě, byl 20. srpna 1917 zajat, internován a 13. prosince 1917 vstoupil do řad příslušníků československých legií. Od 24. dubna 1918 vykonával (v hodnosti poručíka pěchoty italských legií) velitele roty u 33. pluku. Na piavské frontě byl zařazen k výzvědné hlídce Pěšího pluku 39 a s touto jednotkou se na jižním sektoru Slovenska zapojil do bojů s maďarskými bolševiky během tzv. maďarsko-československé války.

### Mezi světovými válkami
Po návratu do Československa se stal vojákem z povolání. Po skončení Vojenské akademie jej převeleli k pěším plukům. V meziválečném období prošel službou v mnoha posádkách (Varnsdorf, Petržalka, Písek, Chomutov, Michalovce) prvorepublikové československé armády až byl (v hodnosti podplukovníka pěchoty) přeřazen 20. září 1936 (s účinností od listopadu 1936) k hlavnímu (generálnímu) štábu ministerstva obrany.
Poté, co v březnu 1938 tragicky zahynula jeho manželka Anna, Bohdan Kasper vešel ve sňatek s Terezou (rozenou Freiovou) a tak pro svoji pětiletou dcerku Alenu (z prvého manželství) získal nevlastní maminku.

### Protektorát Čechy a Morava

#### Odbojová činnost
Po nastolení protektorátu (15. březen 1939) se, jako ostatně většina deaktivovaných důstojníků čs. armády, zapojil v průběhu německé okupace Čech, Moravy a Slezska do činnosti vojenské ilegální odbojové organizace Obrana národa. V létě 1939 byl přeřazen z rozpouštěné armády do civilního sektoru a bylo mu přiděleno místo na Ministerstvu školství a národní osvěty. V rámci Obrany národa se Bohdan Kasper podílel na zpracování mobilizačního plánu; organizoval vytváření ilegálních vojenských ozbrojených sítí a pracoval na propojení Obrany národa se sokolským odbojem.

#### Zatčení, výslechy, věznění, ...
Dne 5. srpna 1941 byl v Praze zatčen gestapem. Po příchodu Reinharda Heydricha do Prahy (27. září 1941) bylo vyhlášeno od 28. září 1941 první stanné právo v jehož rámci byl Bohdan Kasper dne 1. října 1941 odsouzen stanným soudem (při řídící úřadovně gestapa v Praze) k trestu smrti. V jízdárně bývalých dělostřeleckých kasáren v Praze-Ruzyni byl téhož dne (1. října 1941 v 16.30) popraven zastřelením. Spolu s ním bylo v tentýž den a na témže místě zastřeleno i dalších 11 vysokých důstojníků Obrany národa a několik dalších odbojářů.

## Terezie Kasperová
Jeho druhá manželka Terezie Kasperová se po Bohdanově zatčení zapojila (společně s Boženou Kropáčkovou a Slavomírou Čecovou) aktivně do protiněmeckého odboje. Ve svém bytě ve Velvarské ulici v pražských Dejvicích poskytla v posledním květnovém týdnu roku 1942 ilegální ubytování pro velitele paradesantního výsadku Out Distance nadporučíka Adolfa Opálku. Terezie Kasperová i dcera Alena druhou světovou válku přežily. Dne 5. listopadu 1945 ocenil náčelník Hlavního štábu generál Bohumil Boček Boženu Kropáčkovou, Terezii Kasperovou a Slavomíru Čechovou medailí Za statečnost (s odůvodněním: „za neohrožené poskytování úkrytu Adolfu Opálkovi“).

## Vyznamenání
- Československý válečný kříž 1914-1918
- Československá revoluční medaile
- Medaglia de la Fatiche di Guerra
- La Croce al Merito di Guerra
- Československá medaile Vítězství
- Medaglia de la Unita di Italia

## Fotogalerie

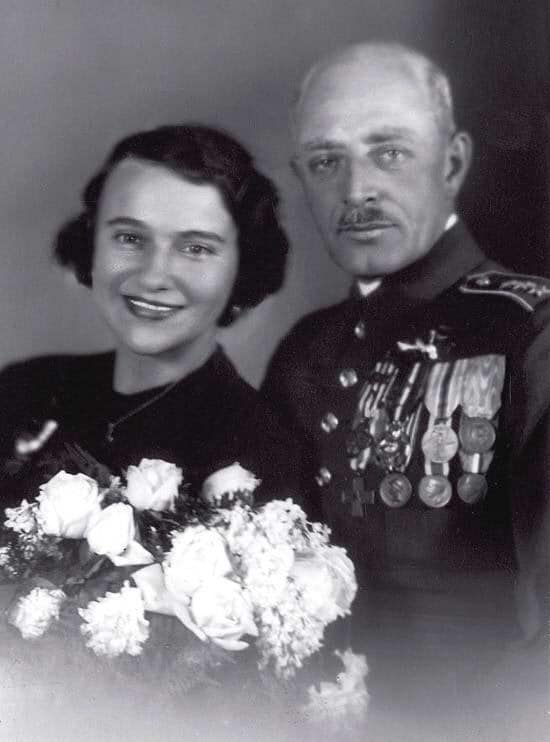
Svatební fotografie novomanželů Kasperových
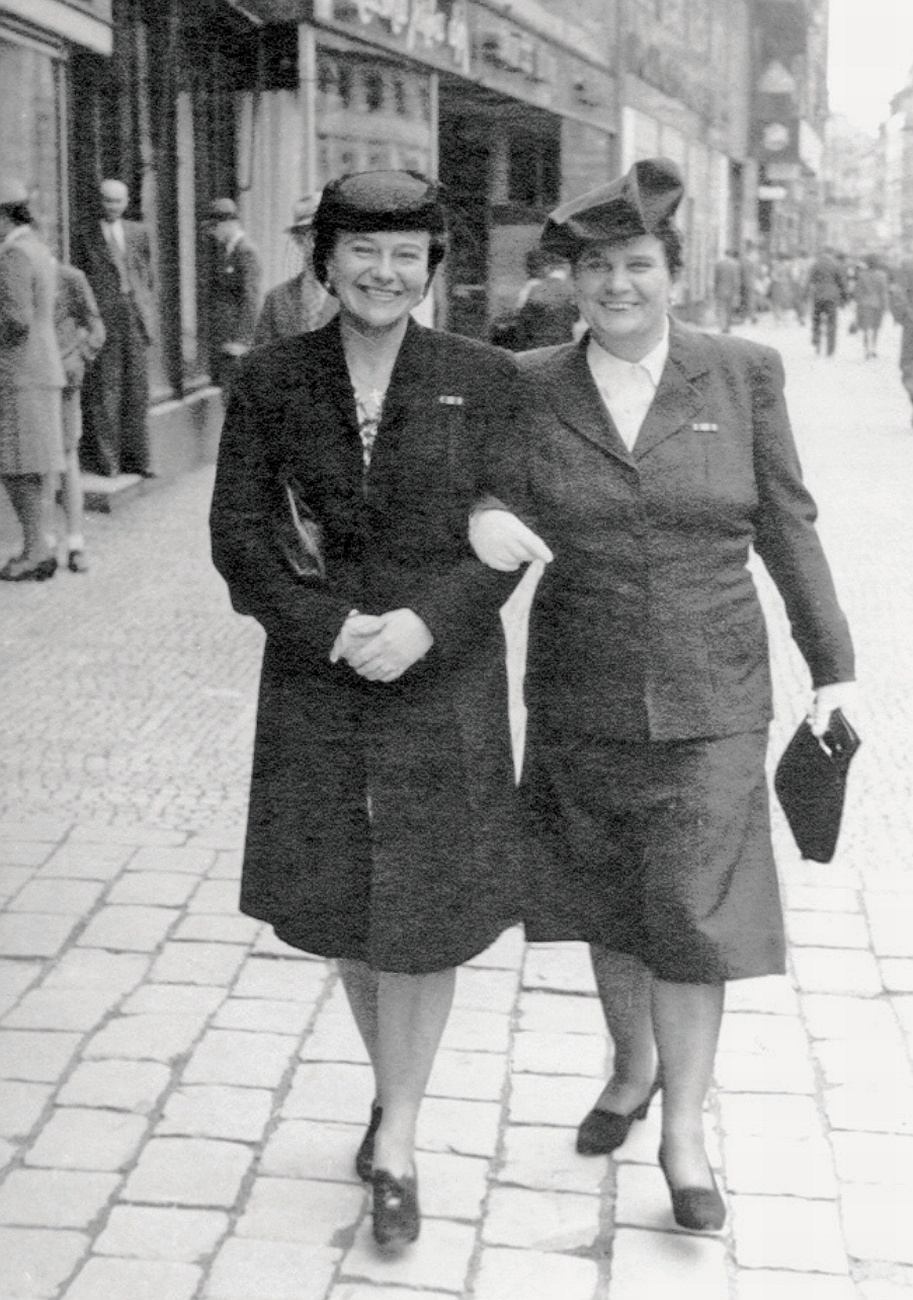
Terezie Kasperová (vlevo) a odbojářka Slavomíra Čechová (vpravo)
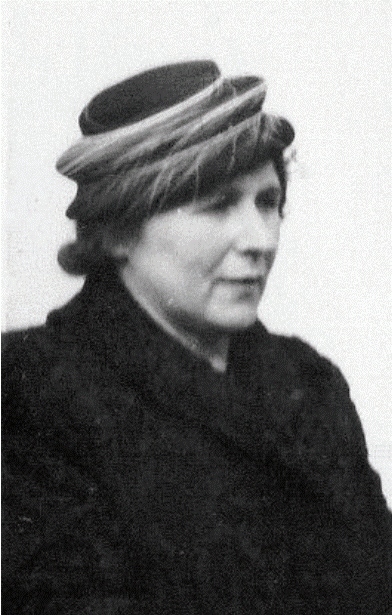
Božena Kropáčková – spolupracovnice Terezie Kasperové v odboji
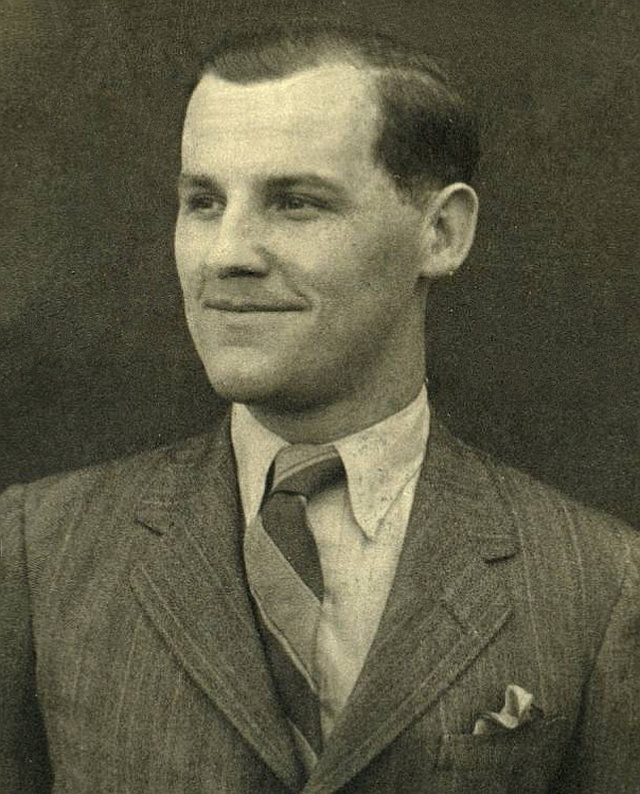
Velitel paraskupiny Out Distance nadporučík Adolf Opálka